# Medier i Brasilien
Medier i Brasilien utgörs främst av dagspress, TV och radio.
Medierna domineras av en handfull koncerner som har verksamheter i alla områden - TV, radio, internet samt dagstidningar. Det största medieföretaget kallas Organizações Globo. De har också verksamhet i livsmedelsindustrin, fastighetsbranschen och finansmarknaden. Ytterligare två medieföretag är Grupo April och Grupo RBS. 1988 gjordes en konstitution som förbjuder all massmediecensur, dock förekommer det en viss självcensur i landet än idag på grund av att många TV- och radiokanaler är beroende av reklam från myndigheterna i de olika delstaterna. Det förekommer också våld samt hot, år 2012 mördades fem journalister i samband med sin yrkesutövning.

## Dagspressen och magasin
Det är ganska få som läser tidningar i Brasilien. Detta beror på den teknologiska utvecklingen som för med sig telefoner, datorer, television och radio som alla konkurrerar ut dagspressen. Det beror också på att läskunnigheten är ganska låg i Brasilien. Ökat välstånd samt ökad läskunnighet har gjort så att dagstidningen inte genomgått samma kris som den gjort i USA och Europa under senare år. Seriösa morgontidningar har minskat i upplaga, främst på grund av konkurrens från magasin som lägger sitt fokus på brott, kändisskvaller och sport. Av de 600 dagliga tidningarna som finns i Brasilien är det ca en handfull som är spridda över hela nationen. Landets största tidning heter Folha S.Paulo och är en liberal tidning som grundades 1921 och ägs av Grupo Folha. Den ses som en av de mest inflytelserika tidningarna i landet och är inte bunden till något politiskt parti. Deras upplaga låg på ungefär 300 000 år 2013. Det finns andra stora tidningar som O Globo i Rio De Janeiro och Super Notícia. I storstäderna finns det en stor mängd gratistidningar. Den svenska Metro International är marknadsledande i denna bransch. Det finns många veckotidningar samt magasin, varav de flesta är rikstäckande. Det ledande nyhetsmagasinet är Veja i São Paulo som grundades 1968 av Roberto Civita, journalist och mediemogul.

## Television
TV är det dominerande mediet i Brasilien, även om internet börjar bli större i vissa grupper och bland unga är det fortfarande televisionen som dominerar marknaden. Det finns flera hundra TV-kanaler och en del är distribuerade genom marksändning, satellit eller kabel. De första TV-sändningarna var i samband med fotbolls VM 1950 och när militären kom till makten 1964 började de använda televisionen som ett verktyg för att sprida propaganda. Militären valde Globogruppen som sin samarbetspartner, deras nationella TV-nätverk startades 1963 och kallades Globo. TV Excelsior var kuppens konkurrent och fick stänga ner sitt företag 1970 efter att deras sändningstillstånd dragits in. Trots kritiken mot Globo på grund av deras samarbete med diktaturen var de år 2016 det största TV-bolaget i Brasilien.
Brasilien har Public Service som är reglerad av deras federala lag 8112. Deras public service i städerna och de olika delstaterna är kontrollerad och anpassad efter stads- och kommunala lagar. Den federala lagen 8112 skapades 1990.

## Radio
Den första radiosändningen i Brasilien skedde 1922 i Rio De Janeiro. Radion var den främsta mediet i nationen ända fram till 1950 då televisionen kom till landet. Radio var också den främsta nyhetskällan tills TV fick sitt genombrott. År 2013 fanns det över 9000 brasilianska radiokanaler och det är knappt häften som är kommersiella, ca 5% var statliga kanaler med utbildningssyfte och de resterande kanalerna är lokal närradio.

## Regler & Lagstiftning
Efter att militären hade makten i 21 år (1964–1985) har Brasilien blivit en demokrati och författningen från 1988 definierar landet till en konstitutionell demokrati med en president och fulla garantier för rättigheter för alla medborgare. .

## Censur & yttrandefrihet

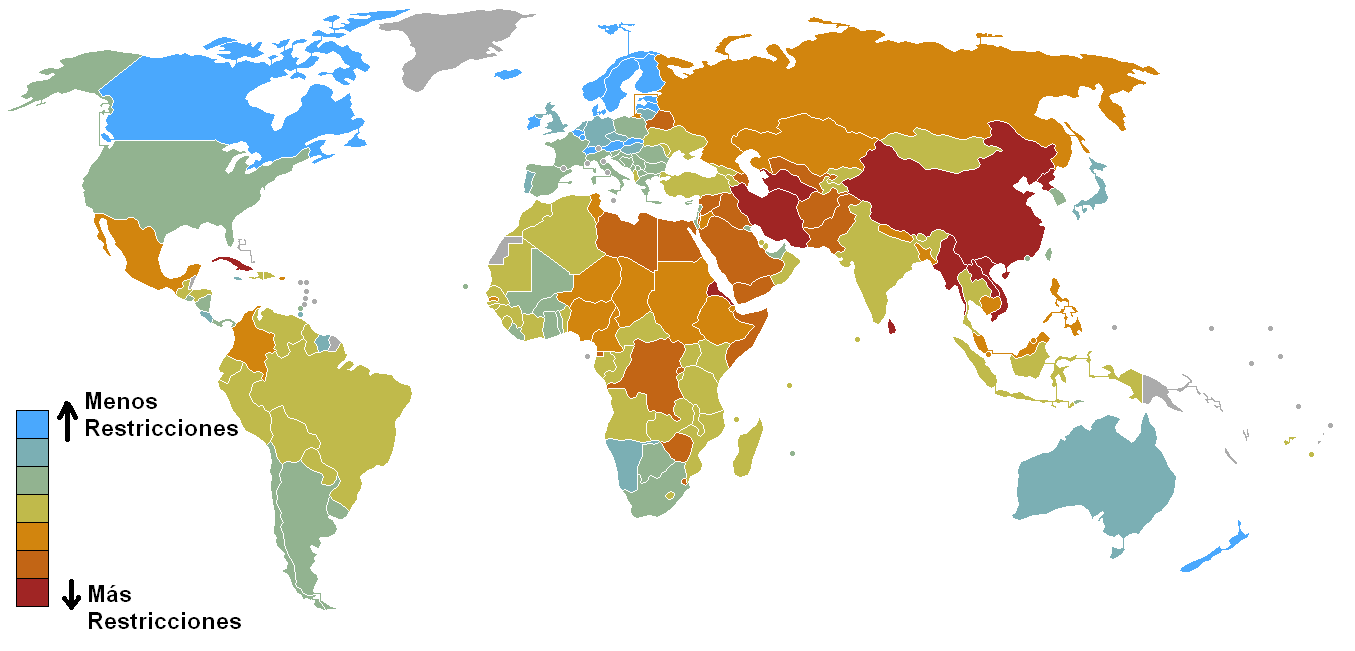
Reportrar utan gränsers pressfrihets index 2008

Den tidigare nämnda konstitutionen från 1988 förbjuder censur i massmedier men det förekommer ändå en hel del självcensur på grund av att TV- och radiokanaler är beroende av reklam från myndigheterna i de olika staterna. Yttrandefriheten kan ifrågasättas då fem journalister dödades 2012 när de utövade sitt yrke. Ifrågasätter någon deras ledning kan den hotas, censureras eller mördas. På grund av poliskorruption samt gängvåld över hela landet drabbas även journalister. På så sätt påverkar våldet pressfriheten och yttrandefriheten. Journalister som har fokuserat på korruptionen och organiserad brottslighet har utsatts för trakasserier, hot, våld och till och med mord. I reportrar utan gränsers pressfrihetsindex föll Brasilien 53 platser mellan 2010 och 2014. Det är det korrupta rättsväsendet samt den ineffektiva polisen i kombination med den utbredda straffrihet som har påverkat förändringen. Dock har nationen lyckats börja klättra uppåt på pressfrihetsindexet år 2015. 2016 var Brasilien på plats 104 med noterbara problem. Det är 180 länder som har blivit undersökta och alltså kan man se att Brasilien tillhör den sämre halvan av världen men är ändå inte allra sämst inom pressfrihet.